# 百分百感覺2
《百分百感覺2》是一套2001年的香港電影，由陳奕迅、楊千嬅、葛民輝、容祖兒、陳曉東、周麗淇主演。

## 演員表
- 陳奕迅飾 謝利源(Jerry)
- 楊千嬅飾 許歡
- 葛民輝飾 程朗
- 容祖兒飾 海素
- 陳曉東飾 許樂
- 周勵淇飾 Felicia
- 森美  飾 Jerry好友
- 鄒凱光 飾 實Q Wing
- 媚姨
- 鄭保瑞
- 趙月明
- 麥兆輝
- 黃慶勳
- 龍文康

## 電影詳細資料
| 製片 ：   | 周耀山         |
| 美術 ：   | 馮繼輝         |
| 策劃 ：   | 江玉儀、麥兆輝 |
| 燈光 ：   | 鄒林           |
| 故事 ：   | 劉雲傑         |
| 道具 ：   | 李紀文         |
| 攝影 ：   | 張文寶         |
| 剪接 ：   | 張嘉輝         |
| 服裝 ：   | 張英華         |
| 出品人 ： | 李國興         |
| 副導演 ： | 張亮添、余詩迪 |
| 髮型 ：   | 何佛生         |
| 配樂 ：   | 伍樂城         |

## 外部連結
- 開眼電影網上《百分百感覺2》的資料（繁體中文）
- 豆瓣电影上《百分百感覺2》的資料 （简体中文）
- 时光网上《百分百感覺2》的資料（简体中文）
- 香港影庫上《百分百感覺2》的資料（繁體中文）
- 互联网电影数据库（IMDb）上《百分百感覺2》的资料（英文）